# Gamal Abdel Nasser
Gamal Abdel Nasser, född 15 januari 1918 i Alexandria, död 28 september 1970 i Kairo, var en egyptisk militär och politiker. Han var landets president mellan 1956 och 1970 då Egypten deltog i två krig, Suezkriget och sexdagarskriget.
Under Nasser övertogs Suezkanalen av Egypten och genom en militärkupp 1952 skapade han det moderna Egypten. I Mellanöstern blev han en ledande förespråkare för panarabismen, den arabiska nationalismen.
Nasser var gift med Tahia, född Kazem, och de hade fem barn: tre söner, Khaled, Abdul Hamid och Abdul Hakim, samt två döttrar, Mona och Hoda. Nasser avled på grund av en hjärtinfarkt.

## Uppväxt

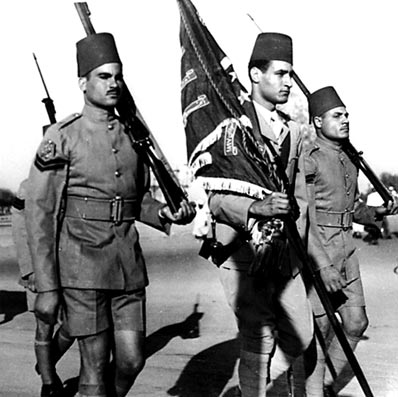
Nasser bär bataljonens fana 1940.

Nasser föddes i Alexandria, där hans far arbetade som posttjänsteman, som den äldsta av elva syskon. När familjen flyttade till Khatatba flyttade Nasser 1924 in hos en farbror, Khalil Hussein, och gick i grundskolan i Kairo. År 1928 flyttade hela familjen till Kairo. Vid femton års ålder deltog han regelbundet i demonstrationer mot regeringen och det brittiska styret och blev ordförande i elevrådet.
Efter skolan började Nasser studera juridik vid universitet i Kairo och i mars 1937 ansökte han om att få börja studera vid militärhögskolan i Kairo och blev antagen. Efter examen med fänriks grad den 1 juli 1938 fick han tjänstgöra vid regementet i Mankabad i övre Egypten. Dit kom även en grupp officerare han lärt känna under utbildningen, bland andra Anwar Sadat och Abdel Hakim Amer. Politik blev ett givet samtalsämne: om den brittiska överhögheten över Egypten, Brittiska Palestinamandatet och Irak, om det arabiska upproret i Palestina och den nyligen tillträdde kung Farouk.
I början av 1939 förflyttades Nasser till en infanteribataljon i Sudan där han stannade i tre år. I slutet av 1941 placerades han i El-Alamein. Den 4 februari 1942 tvingade britterna kung Farouk att tillsätta en mer brittiskvänlig regering. Nasser och hans officersvänner blev mycket upprörda över att den brittiske ambassadören, Sir Miles Lampson, intagit kungens palats med väpnade trupper, för att få igenom sina krav. Anwar Sadat ledde då i hemlighet en politisk grupp som ville bli av med britterna med nazisternas hjälp. Britterna lyckades avslöja gruppen och Sadat dömdes till fängelse. Nasser tillhörde samma grupp men hade redan förflyttats tillbaka till Sudan i september 1942 med kaptens grad.
I februari 1943 återvände Nasser till Kairo där han började tjänstgöra som lärare vid militärhögskolan. Tillsammans med Abdul Hakim Amer använde han sin position för att rekrytera yngre officerare till rörelsen. Sadat lyckades fly ur fängelset i november 1944. Vid den här tiden träffade Nasser en dotter till en iransk tehandlare, Tahia Kazem, som han gifte sig med. Även sedan Nasser blev känd för allmänheten höll hon sig alltid diskret i bakgrunden.

## Fria officerarna
När andra världskriget var slut verkade ett brittiskt tillbakadragande från Egypten lika avlägset som tidigare. Egypten var bara nominellt självständigt. I december 1945 krävde premiärminister Mohammed Nokrashy Pasha att Storbritannien skulle utrymma Egypten och Sudan så att Sudan kunde komma under egyptisk överhöghet. När britterna avvisade kravet utbröt kravaller i Kairo där 170 personer dödades i slagsmål med polisen. Officerarna inom armén var bara en oppositionsgrupp bland andra vid denna tid, andra grupper var Muslimska brödraskapet och kommunistpartiet.
Storbritannien hade en militärbas vid Suezkanalen och den egyptiska regeringen inledde 1946 förhandlingar med Storbritannien för att få dem att dra sig tillbaka helt. Förhandlingarna fortsatte fram till 1951 utan att komma någonstans. Officersgruppen hade legat lågt 1947–1948 och Nasser var upptagen med sina studier på Militärstabens skola. Britterna hade meddelat att de brittiska trupperna skulle lämna Palestina. I slutet av 1947 pågick där krig mellan judiska kolonisatörer och den arabiska ursprungsbefolkningen. I maj 1948 beslutade den egyptiska regeringen att intervenera, trots att höga arméofficerare hade avrått premiärminister Nokrashy Pasha från detta då militären saknade förutsättningar att bedriva krig. Men för premiärministern övervägde de politiska skälen: det framtida inflytandet över en arabisk stat i Palestina samt möjligheten att avleda den egyptiska oppositionen till Palestina.
Den 14 maj 1948 utropade judarna i Palestina en egen stat, Israel. När Egyptens armé korsade gränsen den 16 maj med fyra bataljoner var Nasser stabsmajor vid sjätte bataljonen. Han deltog i strider mot israelerna vid Al-Faluja. Efter hårda strider hela hösten hotades den egyptiska armén av omringning och i början av januari 1949 bad Egypten om att inleda förhandlingar. Den 24 februari inleddes vapenvila och garnisonen i Al-Faluja fick lämna platsen obesegrad med sina vapen i behåll. För Nasser själv blev kriget ett slags ideologiskt uppvaknande och hans egyptiska nationalism förändrades till panarabism. De arabiska folken, menade han, hotades av imperialismen som hade skapat en icke-arabisk stat mitt i Mellanöstern, Israel, och som utnyttjade godtrogna och korrupta arabiska härskare för att utöva kontroll. Lösningen var, menade han, att araberna höll samman mot imperialismen som såg till att arabvärlden leddes av korrupta regeringar.
Nederlaget för den egyptiska armén blev en svår politisk belastning för regeringen. Muslimska brödraskapet ordnade upplopp som riktade sig mot judar och européer i Kairo i november 1948. Premiärminister Nokrashy beordrade att brödraskapet skulle upplösas men han mördades av brödraskapets medlemmar den 28 december 1948. Den hemliga polisen satte då hårt mot hårt och arresterade hundratals misstänkta medlemmar av brödraskapet. I jakten på dessa upptäcktes kopplingar till officerare i armén och polisen sökte igenom Nassers hem utan att hitta något som kunde koppla honom till brödraskapet. Efter att ha legat lågt ett tag återupptog officersrörelsen sin verksamhet, nu under namnet Sällskapet fria officerare. Nasser blev dess högste ledare. I oktober 1949 bestämdes att rörelsen skulle verka för totalt brittiskt uttåg, maktskifte, fria val och en stark armé.

## Militärkuppen
Från och med 1949 hade general Muhammad Naguib regelbundna kontakter med rörelsen. Han var en av Egyptens få krigshjältar från kriget 1948 och Amer hade tjänstgjort under honom. Kungen utlyste nyval till januari 1950. Genom att manipulera valet såg kungens närmaste män till att det traditionella elitpartiet Wafd vann stort i utbyte mot att den nya regeringen struntade i att undersöka anklagelserna om den korruption som kungen och hans närmaste sysslade med, bland annat en mutskandal där armén hade fått köpa helt undermåliga vapen. Förhoppningarna verkade till en början infrias när aktade ministrar valdes och det meddelades planer på ett socialförsäkringssystem och gratis utbildning. Undantagstillståndet och presscensuren avskaffades.
Ett av regeringens problem var de brittiska militära styrkorna vid Suezkanalen. Samtalen med Storbritannien ledde ingenstans. Den 9 oktober 1951 sade premiärminister Pasha upp 1936 års militärfördrag med Storbritannien och stoppade förnödenheter och arbete till styrkorna. Det muslimska brödraskapet och kommunister hade också inlett väpnade attacker mot britter och brittiska intressen och regeringen gjorde inga seriösa försök att stoppa detta. Britterna slog tillbaka lika hårt och tog över broarna över kanalen vid Ismaïlia. Den 25 januari 1952 anföll de polisstationen i Ismaïlia, eftersom de misstänkte att hjälppolisen understödde gerillaattackerna, och dödade 41 poliser. I Kairo utbröt upplopp, 12 britter dödades och brittiska Barclays Bank brann ned till grunden. Men våldet riktade sig också mot kungen och regeringen. Till slut ingrep den egyptiska armén och fick slut på upploppet. Kungen avskedade Wafd-regeringen och därefter följde flera regeringar under det följande halvåret.
I juli fick de Fria Officerarna vetskap om att den hemliga polisen tänkte slå till mot oppositionen och bestämde sig att det var dags att göra statskupp. På kvällen den 22 juli tog Nasser och Amer kontroll över försvarshögkvarteret i Kairo medan andra styrkor tog över regeringsbyggnaderna, radiohuset och telefonväxeln. Kuppmakarna utnämnde Naguib till överbefälhavare och 07.00 på morgonen den 23 juli läste Sadat upp en proklamation i radion i Naguibs namn där man beskrev det hela som en utrensning av inkompetenta officerare inom armén. Kung Farouk tvingades av kuppmakarna utse Ali Maher till ny premiärminister. På morgonen den 26 juli omringades kungens palats i Alexandria och denne tvingades abdikera till förmån för sin 6 månader gamla son, Fuad II. Kungafamiljen lämnade Egypten samma dag.

## Brittiskt uttåg
När statskuppen var avklarad stod juntan inför tre nationella problem som krävde en lösning:
- I kanalzonen fanns 75 000 brittiska trupper. För många egyptier ansågs detta vara en fläck på Egyptens självständighet och förhandlingarna om ett brittiskt uttåg hade inte lett någonstans.
- Landets ekonomi var i kris. De muslimska arvsreglerna gjorde att de flesta lantbrukare hade jordlotter som knappt gick att överleva på samtidigt som den ökande befolkningstillväxten tvingade många att flytta in till städerna och leva där i fattigdom.
- Kuppmakarna ville också bryta makten hos en liten grupp jordägare som traditionellt hade styrt Egypten genom Wafd.[14]

Ny premiärminister blev Ali Maher men makten låg hos de 13 medlemmarna av Revolutionsrådet, däribland den då 34-årige Nasser. Premiärminister Maher avgick dock den 7 september när han motsatte sig en stor jordreform och ersattes som premiärminister av general Naguib. Efter kuppen hade officerarna förklarat att val skulle hållas i februari 1953 men i december 1952 avskaffades 1923 års grundlag och valen sköts upp i tre år. I januari 1953 anklagades ledande medlemmar av Wafd, Muslimska brödraskapet och kommunisterna för att ha försökt störta regeringen. Alla partier utom Muslimska brödraskapet förbjöds och ersattes av ett enda parti med Nasser som ledare. Nasser kunde utöka sitt politiska territorium under våren när han den 19 maj blev vicepresident i Revolutionsrådet och i juni inrikesminister och vice premiärminister.
Under hösten 1953 blev det alltmer uppenbart att Naguib, nu president och premiärminister, ogillade sin roll som kuttersmycke utan verkligt inflytande i revolutionsrådet. Han kände att han hade ett visst folkligt stöd och krävde vetorätt över revolutionsrådets beslut. Den 23 februari 1954 meddelade han att han skulle avgå men Nasser lyckades få honom att gå med på en kompromiss. Bakom Naguibs rygg såg Nasser till att rensa ut de officerare som visat stöd för Naguib och den 17 april tvingades Naguib att avgå från premiärministerposten.
Förhandlingarna med britterna om ett uttåg hade pågått i flera år utan att komma någon vart. En stötesten var frågan om Sudan. Britterna hade förberett Sudans självständighet, något som många egyptier motsatte sig i ivern att kontrollera ”Nilens källor”. I januari 1953 hade Storbritannien och Egypten kommit överens om självständighet för Sudan. Vad gällde den brittiska militärbasen i kanalområdet så ansågs den militära utvecklingen, bland annat vätebomben, göra stora militärbaser både onödiga och utsatta för stor risk samtidigt som USA tryckte på för att parterna skulle komma fram till en lösning. Nasser hade förhandlat med britterna om ett brittiskt uttåg som blev klart sommaren 1954. Överenskommelsen gick ut på att de brittiska trupperna skulle lämna landet men att den tekniska personalen på omkring 1 200 personer skulle vara kvar under sju år för att hålla basen redo om en väpnad konflikt skulle bryta ut i Mellanöstern. Med tanke på omständigheterna var det det bästa Nasser kunde uppnå men det väckte ont blod hos vissa. Den 26 oktober utsattes Nasser för ett attentat när han höll tal i Alexandria av en medlem i Muslimska brödraskapet. Denne sköt sex skott mot Nasser på nära håll men missade. Regimen svarade med att förbjuda gruppen och arrestera dess högsta ledning. Det påstods att Naguib hade varit inblandad och den 14 november tvingades han avgå från presidentposten.

## Konflikter med omvärlden
1955 var Storbritannien angelägen att skapa en försvarspakt mellan sig och länder i Mellanöstern för att på så vis kontrollera det sovjetiska inflytandet i dessa länder. Storbritannien skrev under Bagdadpakten med Turkiet och Irak i februari 1955, något som kritiserades hårt av Nasser. Nasser menade att om länderna i Mellanöstern höll ihop skulle man kunna få västvärlden att sälja vapen utan att behöva ingå i militära pakter.
Efter vapenstilleståndet 1949 mellan Egypten och Israel hade det inte varit läge för ett fredsavtal. Ingen egyptisk ledare skulle ha kunnat skriva under ett fredsavtal och behållit makten. Egypten vägrade att låta israeliska fartyg passera genom Suezkanalen. FN:s säkerhetsråd krävde i september 1951 att israeliska fartyg skulle få passera men Egypten struntade i detta. Israel såg med oro hur britterna planerade att dra sig ur Egypten och den israeliska säkerhetstjänsten inledde sommaren 1954 en bombkampanj, Lavonaffären, mot brittiska och amerikanska mål i Egypten. Den 28 februari 1955 utbröt på nytt oroligheter vid den egyptisk-israeliska gränsen när den israeliska armén anföll ett egyptiskt regemente i Gazaremsan. 38 egyptier dödades och Nasser bestämde sig för att den egyptiska armén måste upprusta. Han mötte den brittiske ambassadören, sir Ralph Stevenson, men fick veta att några större vapenaffärer kunde det inte bli tal om så länge Nasser fortsatte kritisera Bagdadpakten. Även USA vägrade att sälja vapen till Egypten.
Nasser tog i stället kontakt med Sovjetunionen som var berett att sälja vapen. Den 27 september förklarade han att Egypten köpt vapen från Tjeckoslovakien i utbyte mot ris och te. Affären var dock i praktiken med Sovjet och har senare av USA uppskattats till 80–100 MIG-plan, 30–45 Iljusjin-28 bombplan, 100 stridsvagnar, hundratals pansarskyttefordon samt annan militär utrustning. Affären ledde till att Nasser nu framstod som arabvärldens främste ledare – ingen annan hade vågat gå emot Storbritannien och USA på det sättet förut. Det hela var också en fortsatt uppmuntran till arabisk nationalism som var motståndare till amerikanskt och brittiskt inflytande i området.
I september 1955 skärpte Egypten blockaden av Israel genom att även blockera Tiransundet för israeliska fartyg och flygplan. Sundet skiljer Egypten från Saudiarabien och är endast tre kilometer brett. Egypten ansåg dels att området inte var internationellt vatten, dels att det var rimligt med hänsyn till att länderna formellt var i krig med varandra.

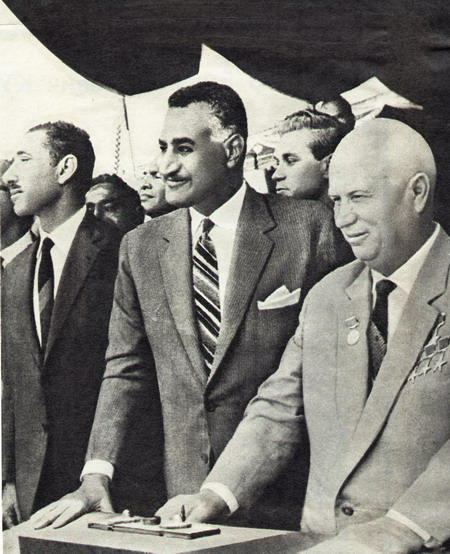
Nasser tillsammans med Sovjetunionens ledare Nikita Chrusjtjov.

Egypten hade också börjat planera att bygga ett stort vattenkraftverk i Nilen men för det krävdes utländsk valuta. Egypten ville låna pengar av Världsbanken men förhandlingarna hade gått i stå. Men när Sovjet i oktober 1955 förklarade sig berett att låna 100 miljoner dollar erbjöd USA och Storbritannien snabbt ett lån. Nasser ogillade dock de, i hans ögon, hårda villkoren; bland annat skulle Egypten lova att inte ta emot stöd från kommunistiska länder. Nasser kan ha tänkt på hur Egyptens kreditproblem på 1880-talet ledde till brittisk ockupation. Förhållandet till Storbritannien försämrades också ytterligare när Jordaniens kung Hussein förklarade sig beredd att skriva under Bagdadpakten. Från Egypten gick kritiken upp i högvarv och Jordanien drabbades av en regeringskris. I slutändan blev Jordanien aldrig medlem.
I ett brev till den brittiske premiärministern Anthony Eden förklarade sig Nasser dock villig att inskränka kritiken mot Bagdadpakten om den inte utökades med nya medlemmar. Den utsträckta handen fick dock till svar att Nasser bara ville förstöra för Storbritannien och att det inte var aktuellt att stoppa andra länder från att ansluta sig till pakten. Förhållandet mellan Egypten och Frankrike var då redan dåligt, dels på grund av Egyptens stöd till gerillan FLN i inbördeskriget i Algeriet, dels på grund av Frankrikes vapenaffärer med Israel. Förhållandet med USA blev också något mer spänt när Egypten erkände Folkrepubliken Kina och bröt relationerna med Republiken Kina (Taiwan).
Den 13 juni 1956 lämnade de sista brittiska styrkorna Port Said och den 18 juni hissades den egyptiska flaggan där av Nasser själv. Han förklarade:
Detta är ett enastående ögonblick i livet. Vi har drömt om denna stund, denna händelse som har förvägrats våra fäder, farföräldrar och våra bröder som har kämpat i flera år för detta ögonblick och för att få se den egyptiska flaggan vaja i himlen. Medborgare, vi ber till Gud att ingen annan flagga någonsin ska vaja över vårt land.
I en folkomröstning godkändes en ny författning och Nasser valdes till president. Enligt officiella siffror röstade 99 procent ja – Nasser var den ende kandidaten. Författningen hade utformats av en grupp utnämnd av Nasser och gruppen såg till att makten även i fortsättningen skulle ligga hos Nasser. Alla lagar skulle förvisso godkännas av en vald församling men eftersom politiska partier inte var tillåtna skulle församlingens ledamöter komma från ett enhetsparti – där presidenten hade sista ordet. Enligt Stephens (1971) skulle Nasser förmodligen ha vunnit ett demokratiskt presidentval: jordreformen, det brittiska uttåget, kampanjer mot korruptionen med mera hade varit tillräckliga skäl. Men framför allt hade han gett Egypten en ställning i Mellanöstern som inte varit möjligt under kung Farouks tid.
Frågan om finansieringen av Assuandammen hade ännu inte avgjorts. I den amerikanska kongressen ogillades det egyptiska erkännandet av Folkrepubliken Kina och det fanns grupper där som ansåg att USA:s ekonomiska stöd skulle gå till allierade stater, inte neutrala. Nasser handlade snabbt och den 17 juli förklarade den egyptiske ambassadören i Washington att Egypten gick med på alla villkor. När ambassadören mötte den amerikanske utrikesministern John Foster Dulles fick han dock veta att USA dragit tillbaka sitt erbjudande, formellt därför att Egypten inte ansågs ha ekonomiska resurser att betala tillbaka. Dagen efter drog även Storbritannien tillbaka sitt erbjudande. Avgörande för den amerikanske utrikesministern Dulles var dels uppfattningen att Nasser försökte spela ut USA mot Sovjetunionen, dels tron att USA inte hade något att tjäna på att hjälpa Egypten med ett sådant projekt. Nasser påstås ha blivit mycket upprörd över att hans stora projekt, Assuandammen, nu var i fara.

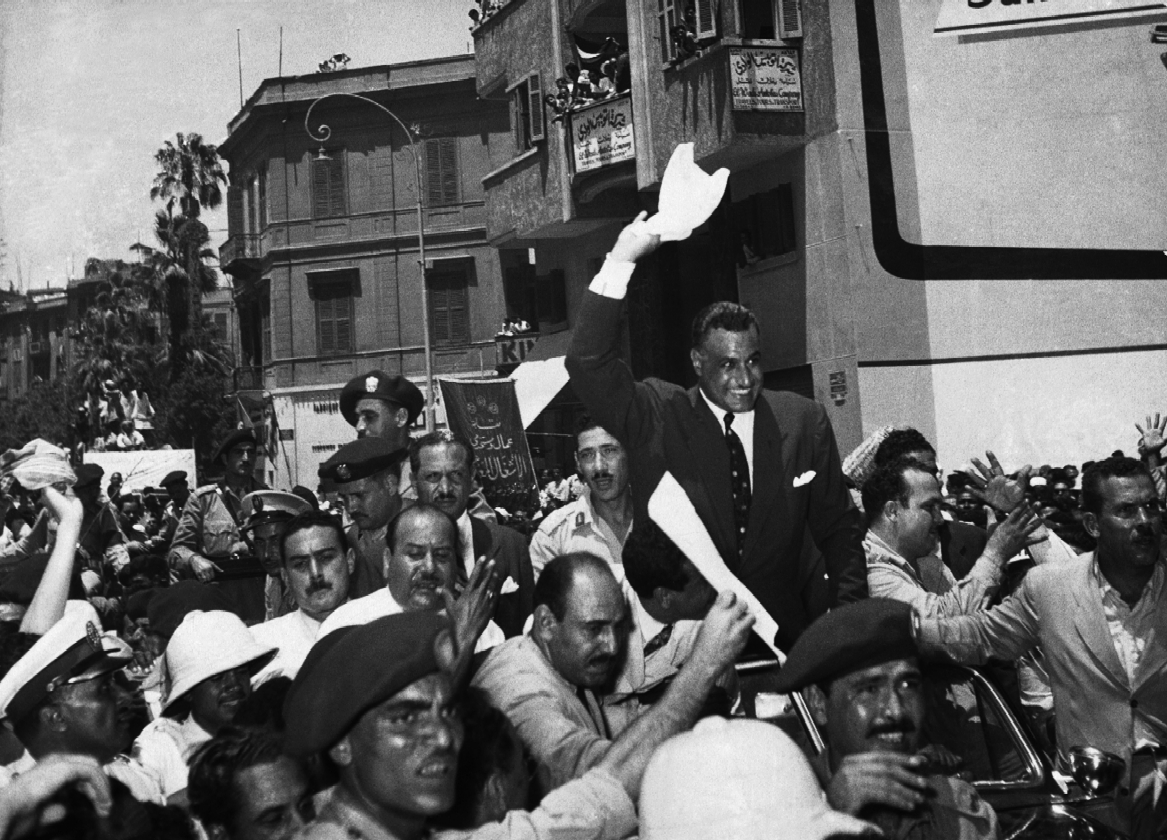
Nasser hyllas av en folkmassa i augusti 1956.

Frågan om en nationalisering av kanalen hade varit aktuell i flera år. Syftet med det skulle vara att öka tillgången på utländsk valuta, valuta som annars placerades i utlandet. På kvällen den 26 juli höll Nasser ett tal i Alexandria där han attackerade ”västerländsk imperialism”, militärpakter och Israel och förklarade att Suezkanalen hade nationaliserats. Juridiskt sett fanns knappast några problem – inom internationell rätt fanns inga hinder för att nationalisera privata bolag om ersättning betalades och kanalbolaget hade bara koncession på att driva kanalen fram till 1968. Argumentet att nationaliseringen var ett brott mot Konstantinopelkonventionen från 1888 som garanterade fri genomfart genom kanalen för all framtid blandade ihop frågan om vem som skulle få använda kanalen med vem som skötte om den. Storbritannien ville att någon slags internationell myndighet skulle ansvara för kanalen, något Egypten motsatte sig. De verkliga skälen för motståndet var förstås politiska – Mellanösterns olja passerade i tankbåtar genom kanalen till västvärlden.
Dagen efter, den 27 juli, möttes den brittiska regeringen i London och godkände premiärminister Edens förslag att, om nödvändigt med våld, ta kontrollen över kanalen. Brittiska och franska militärstyrkor drogs samman på Malta. På amerikanskt förslag sammankallades en internationell konferens till den 16 augusti om kanalens framtid. Nasser avvisade förslaget om internationell kontroll men såg till att det vid kanalen var ”business as usual”, att egyptierna inte hade några problem att själva driva kanalen. Vid konferensen röstade 18 av de 22 närvarande länderna, däribland Sverige, att kanalen skulle drivas av styrelse med medlemmar från olika länder.
I slutet av juli sålde Frankrike 60 jetstridsplan av typen Mystère till Israel och i början av augusti inleddes informella samtal om en gemensam attack mot Egypten. I september sålde Frankrike ytterligare 100 stridsvagnar, 200 trupptransportfordon, 300 lastbilar samt ytterligare utrustning. Den 14 oktober mötte Eden franska tjänstemän i sitt sommarställe Chequers för att diskutera det brittiska deltagandet i företaget. Där kom man överens om att brittiska och franska styrkor skulle erövra kanalområdet medan Israel anföll Sinaihalvön den 29 oktober. Det israeliska anfallet skulle då användas som en förevändning för att kräva att israeliska och egyptiska styrkor drogs bort från kanalområdet. Om Egypten, som väntat, vägrade detta, skulle den fransk-brittiska alliansen bomba egyptiska flygfält och ockupera Port Said.
Den 28 oktober började Israel mobilisera, till synes på grund av det spända läget med Jordanien där proegyptiska grupper vunnit parlamentsvalet. USA var inte informerat om de fransk-brittiska planerna och president Eisenhower varnade Israels premiärminister David Ben-Gurion för att anfalla Jordanien. Nasser var beredd på attack från Storbritannien och Frankrike, däremot inte från Israel.

## Suezkrisen
I en tidningsintervju i mitten av oktober tillfrågades Nasser hur Egypten skulle kunna strida mot två av världens stormakter. Nasser svarade:
| ”        | Men jag har inte för avsikt att slåss mot dem. Jag tänker vänta på att världsopinionen räddar mig. | „ |
| – Nasser | |   |

Genom att inte besvara krigshotet med egen aggressiv retorik eller fientliga handlingar lyckades Nasser också vinna stöd runtom i världen genom bilden av honom som ett offer för kolonialismen, något som bara stärktes efter att britterna vägrade acceptera FN-medling och istället fortskred med krigsplanerna tillsammans med fransmännen och israelerna.
Klockan fem på eftermiddagen den 29 oktober anföll Israel genom luftlandsättning av 398 fallskärmsjägare vid Mitlapasset öster om kanalen samtidigt som israeliska styrkor korsade gränsen på tre ställen. Den 30 oktober hade de israeliska markstyrkorna kämpat sig fram till Mitlapasset när den brittiske premiärministern Eden och den franske premiärministern Guy Mollet ställde ett ultimatum: de israeliska och egyptiska styrkorna måste dra sig tillbaka på varsin sida om kanalen samtidigt som brittiska och franska styrkor säkrade kanalområdet. Egypten, vars styrkor slogs på Sinaihalvön, vägrade självklart medan Israel som planerat gick med på detta. När Egypten vägrade började brittiska bombplan bomba egyptiska flygfält den 31 oktober.
I USA hade president Eisenhower reagerat över att ha blivit förd bakom ljuset av sina allierade. I FN:s säkerhetsråd lade USA fram en resolution som krävde att Israel drog sig tillbaka till sin sida av gränsen. Både Storbritannien och Frankrike lade in sina veton mot detta. Säkerhetsrådet beslutade i stället att generalförsamlingen skulle sammankallas.
När Storbritannien började bomba beslutade Nasser att dra tillbaka de egyptiska styrkorna från öknen till kanalområdet samt att sänka de skepp som fanns i kanalen för att göra denna oanvändbar. 400 000 gevär delades ut till civilbefolkningen för att försvåra en ockupation av landet. Den 3 november sprängde syriska trupper den oljeledning som fraktade olja från Irak till Medelhavet och Saudiarabien stoppade försäljning av olja till Storbritannien och Frankrike.
Generalförsamlingen möttes den 1 november och utfärdade en resolution som krävde omedelbart eldupphör. Trots detta ockuperade brittiska och franska fallskärmsjägare på morgonen den 5 november Port Said och Port Fuad vid kanalen och strider utbröt med civilbefolkningen. Samma kväll hade Sovjetunionens premiärminister Nikolaj Bulganin i brev till Eden, Mollet och Ben-Gurion hotat med kärnvapenkrig. FN:s generalförsamling beslutade på förslag från Kanadas utrikesminister Lester Pearson att ordna fram fredsbevarande styrkor, UNEF (United Nations Emergency Force) och efter att ha erövrat Port Said förklarade Storbritannien sig godkänna FN:s krav på vapenvila. Efter att ha erövrat Sharm el-Sheikh gick även Israel med på vapenvila. För Storbritannien hade USA gjort klart att nu när det inte skulle komma någon olja på flera veckor skulle USA:s hjälp med att hålla växelkursen för det brittiska pundet bero på den brittiska fredsviljan. Storbritannien skulle också behöva USA:s hjälp att köpa olja.
Den 15 november anlände de första UNEF-styrkorna och den 22 december hade de brittisk-franska styrkorna lämnat landet. I början av mars 1957 lämnade de sista israeliska styrkorna Gazaremsan och Sharm el-Sheikh.
I kriget förlorade Egypten 3 000 döda, massor av militär utrustning och med kanalen spärrad skulle det dröja innan landet åter fick inkomster från kanalavgifterna. Kriget blev en militär förlust men en stor politisk seger för Nasser. Han hade visat att ett arabland kunde klara sig igenom kanonbåtsdiplomati och anfall från tre länder. Nasser framstod som Mellanösterns store statsman vars panarabism nu gavs en skjuts. Kriget stärkte också banden mellan Syrien och Egypten – Syrien erbjöd vid krigsutbrottet att delta men Nasser avböjde hjälpen.
President Eisenhower var dock fortfarande oroad över vad han uppfattade vara ett allt större kommunistiskt inflytande i Mellanöstern – och förväxlade arabisk nationalism och antivästliga stämningar med prokommunism. I ett tal till kongressen den 5 januari 1957 förklarade han att USA var berett att dels ekonomiskt stödja stater i Mellanöstern, dels militärt stödja det politiska oberoendet hos stater som hotades av ”den internationella kommunismen”, den så kallade Eisenhowerdoktrinen. Nasser ansåg att doktrinen var riktad mot honom genom att försvaga hans stöd i länder som Syrien, Libanon och Saudiarabien. I april utbröt en kris i Jordanien mellan nationalister och vänstergrupper som stödde den jordanska regeringen och kung Hussein av Jordanien. Med stöd av armén kunde Hussein övervinna krisen. USA gav sitt stöd åt kungen samt – inte minst viktigt – 10 miljoner dollar i ekonomiskt bistånd.

## Förenade Arabrepubliken

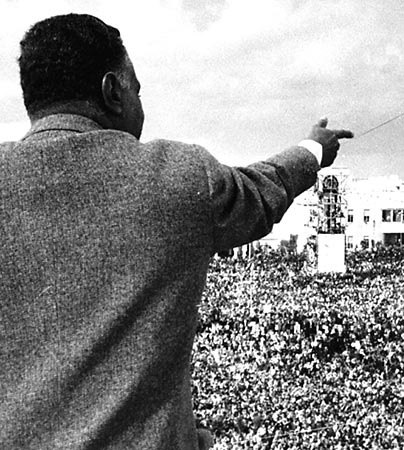
Nasser håller tal i Syrien 1961.

I Syrien hade oppositionen samlat sig kring Baathpartiet och ett program som förespråkade sociala reformer, panarabism och motstånd mot allt västligt inflytande. Nasser var angelägen att ställa Egyptens och Syriens styrkor under gemensamt befäl. I februari 1957 föreslog Syriens president Shukri al-Kuwatli att de två länderna skulle bilda en konfederation. Nasser tyckte dock att det räckte att arabländerna ökade det mellanstatliga samarbetet med hjälp av Arabförbundet. Men det syriska Baathpartiet fortsatte att försöka övertala Nasser under hösten 1957. Till slut gav Nasser med sig och den 1 februari 1958 utropades den nya staten, Förenade Arabrepubliken, med Nasser som ledare. Sammanslagningen blev föremål för folkomröstning i de två länderna, vilket enligt officiella siffror gav ett stöd på 99,99 procent i Egypten och 99,9 procent i Syrien.
För Nasser, förespråkare för panarabism, var tillkomsten av unionen en stor framgång. Svårigheten var dock att Nasser hade svårt att dela med sig av sin makt, 1960 tillsattes ett parlament, handplockat av Nasser, men alla viktiga beslut fattades ändå i Kairo. De reformer – bland annat förstatliganden och en jordreform – genomfördes på ett ganska grovt sätt. Att unionen styrdes från Kairo var förmodligen ofrånkomligt – med 25 miljoner invånare var Egypten fem gånger större än Syrien.
Den militärkupp som avslutade unionen den 28 september 1961 blev ett bakslag för Nasser. Han fick höra om militärkuppen tidigt på morgonen den 29 september, från radion i Damaskus. 2 000 fallskärmsjägare och flottan skickades till Syrien för att slå ned upproret men återkallades dagen efter när det stod klart att kuppmakarna hade kontroll över hela landet.

## Unionsplaner
Efter att Syrien hade lämnat unionen verkade Nassers panarabiska drömmar vara över men militärkuppen mot Iraks premiärminister, general Abdul Karim Kassim, den 8 februari 1963 gjorde dessa åter aktuella. Överste Abdul Salam Arif blev Iraks nya ledare med stöd av Baathpartiet. En månad senare, den 8 mars, gjorde panarabiskt inställda arméofficerare en militärkupp i Syrien stödd på Syriens Baathparti. Den 10 mars föreslog den nya regimen i Irak ett militärt förbund mellan de fem progressiva staterna i Mellanöstern: Irak, Syrien, Egypten, Algeriet och Jemen. I april inleddes samtal i Kairo mellan Egypten, Syrien och Irak om union mellan de tre staterna.
Nasser var tveksam till en union. I teorin var det ju detta han hade kämpat för men de praktiska problemen hade knappast en enkel lösning. Att förstatliga de utländska oljebolag som var verksamma i Irak skulle få Suezkrisen att framstå som en västanfläkt. Det fanns också taktiska invändningar – om Baathpartiet i de två länderna blev det dominerande politiska partiet skulle Egypten hamna i underläge. Samtalen slutade med en vag resolution att målet var en federal stat med gemensamt parlament och en president. Planerna fick ett hastigt slut när fraktionsstrider i den syriska regimen ledde till att proegyptiska officerare rensades ut och ersattes med radikala baathpartister. Den 18 juli försökte moderata baathpartister som stödde union med Egypten göra en kupp men misslyckades och general Amin Hafez avrättade 27 misstänkta upprorsmakare. Den 22 juli förklarade Nasser att det syriska Baathpartiet bestod av fascister, opportunister och upprorsmakare och att Egypten inte längre ansåg sig bunden av unionsplanerna.

## Kriget i Jemen
Misslyckandet med Förenade Arabrepubliken var en prestigeförlust för Nasser men under hösten hade han hämtat sig och förklarade att bakslaget hade berott på att ”reaktionära krafter” hade fått ett alltför stort inflytande i det enda tillåtna partiet Nationella unionen och inledde en omorganisation. Mot den faktiska eller inbillade oppositionen gick han till motattack och hundratals människor häktades och fick sin egendom beslagtagen. 12 000 människor förlorade sina medborgerliga rättigheter. Den 23 december lanserade han den ”arabiska revolutionen” och gick till våldsam attack mot kung Hussein av Jordanien och kronprins Feisal av Saudiarabien som han anklagade vara i lag med ”imperialisterna” för att sabotera Egyptens försök att skapa social rättvisa.
Den Nationella unionen ersattes i oktober 1962 av Arabiska socialistiska unionen. Nasser bröt konfederationen med den despotiske imamen Ahmad bin Yahya i Jemen i december 1961. Den 26 september 1962 gjorde en grupp officerare statskupp efter att den gamle imamen avlidit men kronprinsen Muhammad al-Badr lyckades fly upp i bergen och samla stöd för att inleda en motståndskamp. Den nya regimen vände sig till Egypten då de befarade intervention antingen från Saudiarabien eller den brittiska kronkolonin Aden. Men Saudiarabien, som styrdes som en monarki, befarade att revolutionen i Jemen kunde bli ett prejudikat och ställde sig på rojalisternas sida. Kronprins Feisal efterträdde sin bror kung Saud som premiärminister och såg till att rojalisterna fick vapen och pengar.
Nassers rådgivare Anwar Sadat och Abdul Hakim Amer mötte Jemens ledning i slutet av oktober och förklarade att Egypten borde skicka mer hjälp. Dittills hade Egypten skickat några flygplan, vapen, pengar och teknisk personal men Nasser bestämde nu att även skicka militära styrkor. Riskerna föreföll då vara små och om rojalisterna åter tog makten skulle det vara ännu ett slag för Nassers prestige och hans arabsocialism. I början av 1963 fanns 15 000 egyptiska soldater i landet, i slutet av året nästan 40 000 man och sommaren 1965 var man uppe i 50 000 man som trots hårda strider inte lyckades få slut på rojalisternas väpnade kamp. Det som till en början hade verkat vara en struntsak blev alltmer kostsamt för den pressade egyptiska ekonomin. I augusti 1967 möttes Nasser och kung Feisal vid ett arabiskt toppmöte i Khartoum och kom till slut överens om att Egypten skulle dra tillbaka sina trupper samtidigt som Saudiarabien slutade stödja motståndskampen. Utan stöd från Saudiarabien smälte motståndskampen ihop till ingenting och inbördeskriget var över 1970.

## Sexdagarskriget
Nasser hade inte glömt omständigheterna vid staten Israels bildande och det flyktingproblem som då uppkom. Han ansåg att Israel var ett militärt hot och att det borde ersättas av en judisk-arabisk stat. Efter att Israel lämnat tillbaka den ockuperade Sinaihalvön efter Suezkrisen hade Nasser inte befattat sig med den palestinska frågan. Denna blev åter aktuell i samband med att Israel 1964 började pumpa vatten ur Jordanfloden för bevattning. Vid ett arabiskt toppmöte i Alexandria i september 1964 beslutades att bilda en palestinsk motståndsrörelse, PLO, med högkvarter i Gazaremsan och ekonomiskt stöd från Arabförbundet. Baathpartiet i Syrien var dess mest militante supporter och hjälpte till med både träningsläger och beväpning. En annan palestinsk grupp var Al Fatah som 1965 gjorde sitt första anfall, mot en av Israels pumpstationer norr om Galileiska sjön.
I februari 1966 gjordes ytterligare en kupp i Syrien och Baathpartiets allra radikalaste fraktion fick makten och förklarade att ett av de främsta målen var Palestinas befrielse. Under sommaren förklarade Nasser att Egypten inte längre tänkte delta i arabiska toppmöten eftersom de inte gick att samarbeta med de ”reaktionära krafterna”, det vill säga kungadömen som Saudiarabien och Jordanien. Den 4 november förnyade Nasser det militära samarbetsavtalet med Syrien. Vid den syrisk-israeliska gränsen fortsatte det dock att vara oroligt och den 7 april 1967 blev det luftstrider mellan Syrien och Israel. I maj fick Nasser veta av Sovjetunionen att Israel hade koncentrerat sin armé vid gränsen mot Syrien och att ett anfall var nära förestående. Israel förnekade men den egyptiska armén beordrades över Suezkanalen och Nasser beslöt att FN:s fredsbevarande styrkor måste lämna Egypten. Tanken kan ha varit att tvinga Israel att avstå från att anfalla Syrien (om det över huvud taget fanns sådana planer). Den 22 maj förklarade Nasser att han inte längre tänkte tillåta att israeliska fartyg på väg mot Eilat skulle få passera Tiransundet. En möjlig förklaring för detta beslut var att Nasser ansåg att Egypten skulle kunna slå tillbaka en anfallare. Redan dagen efter förklarade Israels premiärminister att blockaden var casus belli för Israel.
Ytterligare ett steg mot krig var när Jordaniens kung Hussein flög till Kairo den 30 maj och ingick ett militärt samarbetsavtal som ställde Jordaniens trupper under egyptiskt befäl. Två bataljoner egyptiska fallskärmsjägare flögs till Jordanien. Nasser visste att Israel var fullt beredd att anfalla men räknade med att amerikanska påtryckningar skulle avhålla dem.
Kriget blev en militär storseger för Israel. På kvällen den 8 juni talade Nasser inför Nationalförsamlingen att Egypten godtog FN:s krav på eldupphör. Radio och TV sände när Nasser följande dag med bruten röst förklarade att han tog på sig det fulla ansvaret och avgick. Han skyllde förlusten på att Israel fått hjälp av USA och Storbritannien. Premiärminister Zacharia Mohieddin skulle bli ny president. Efter talet fylldes Kairos gator av människomassor som krävde att Nasser skulle vara kvar. Det oväntade folkliga stödet fick Nasser att repa mod och dagen efter återtog han sitt avsked.

## Efter kriget
Nasser skyllde det förnedrande nederlaget på arméledningen som fick sparken, bland dem överbefälhavaren Amer, hans vän sedan militärhögskolan 1939. Den 4 september kom nyheten att Amer och andra höga officerare hade placerats i husarrest, beskyllda för att ha planerat en kupp. Den 15 september begick Amer självmord. 1968 dömdes flera höga officerare till långa straff.
För att kunna bygga upp armén igen tog Egypten hjälp av sovjetiska rådgivare och vapen. Israeliska trupper fanns ända fram på Suezkanalens östra bank och mellan arméerna gjordes aktioner och motaktioner – egyptiska trupper gjorde räder på östra sidan, israeliska flygvapnet bombade mål på västra sidan. I maj 1969 förklarade Nasser att Egypten tänkte föra ett utnötningskrig för att inte frontlinjen skulle bli en politisk gräns och därmed göra det kostsamt för Israel att behålla Sinaihalvön. Den 6 november 1969 förklarade han att Egypten var förberedd på ”hav av blod och himlar av eld” i kampen mot Israel. Även vid den jordansk-israeliska eldupphörslinjen gjordes ideliga aktioner av palestinska motståndsgrupper. Utnötningskriget hade effekt: under sexdagarskriget dödades 803 israeler, under utnötningskriget fram till den 31 december 1970 dödades 526 israeler. I september möttes Arabförbundet i Khartoum och enades om en hård linje visavi Israel – ”Ingen fred, inga förhandlingar, inget erkännande”.
Inrikespolitiskt ledde nederlaget till ökad politisk orolighet. I februari 1968 utbröt upplopp i Kairo där studenter krävde en fri press. I november 1968 utbröt nya upplopp i Alexandria. Upploppen riktades naturligtvis indirekt mot Nasser som nu var president, premiärminister, ledare för nationalförsamlingen och ordförande i enhetspartiet Arabsocialistiska unionen. Av de ursprungliga officerarna återstod förutom Nasser endast två, vicepresident Hussein esh-Shafei och talmannen i Nationalförsamlingen, Anwar Sadat.
FN:s generalsekreterares representant i Mellanöstern, Gunnar Jarring, hade försökt medla fred utan framgång sedan 1967. Den 1 juli 1970 föreslog USA:s president Nixon en ny fredsplan. Efter att ha besökt Moskva förklarade Nasser att Egypten gick med på denna. Även Israel och Jordanien accepterade. I Israel ledde detta till att Golda Meirs samlingsregering sprack när högerpartiet Gahal, lett av Menachem Begin, lämnade regeringen. I Jordanien ledde accepterandet till att strider utbröt mellan Jordaniens armé och palestinska motståndsgrupper. Den 16 september utbröt fullt krig, särskilt i huvudstaden Amman.
Den 26 september gick båda parter med på eldupphör och kung Hussein och Yassir Arafat flög till Kairo för förhandlingar ledda av Nasser och med flera arabiska statschefer närvarande. Förhandlingarna var komplicerade och både Hussein och Arafat, som båda var beväpnade med handeldvapen, var upprörda och hade svårt att vistas i samma rum. Till slut gick båda parterna med på ett eldupphörsavtal. Den 28 september följde Nasser emiren av Kuwait till flygplatsen och återvände sedan hem eftersom han kände sig yr och illamående. Han  drabbades av plötsliga och kraftiga smärtor i bröstet och avled senare på kvällen av en hjärtinfarkt.
Nassers plötsliga bortgång meddelades av nationalförsamlingens talman Anwar Sadat via TV samma kväll. Vid begravningen tre dagar senare var Kairos gator fyllda av miljoner människor från hela Egypten. Genom en folkomröstning den 15 oktober 1970 valdes Sadat till ny president.